# (2240) Tsai
(2240) Tsai (1978 YA; 1952 FP; 1966 RH; 1972 TV1) ist ein Asteroid des äußeren Hauptgürtels, der am 30. Dezember 1978 am Oak-Ridge-Observatorium des Harvard-Smithsonian Centers for Astrophysics in Harvard (Massachusetts) (IAU-Code 801) entdeckt wurde. Der Asteroid gehört zur Themis-Familie, einer Gruppe von Asteroiden, die nach (24) Themis benannt sind.

## Benennung
(2240) Tsai wurde nach dem taiwanesischen Astronomen Tsai Chang-hsien benannt, der ab dem Zweiten Weltkrieg Direktor des Taipei-Obervatoriums war. Er war ein aktiver Beobachter von Planeten und veränderlichen Sternen.